# Bolbena maraisi
Bolbena maraisi es una especie de mantis de la familia Iridopterygidae.

## Distribución geográfica
Se encuentra en Namibia y Zimbabue.